# 马里奥·阿夫多·贝尼特斯
馬利歐·阿布鐸·貝尼特斯（西班牙語：Mario Abdo Benítez，西班牙語發音：[ˈma.ɾjo ˈaβ.ðo βeˈni.tes]；1971年11月10日—），巴拉圭政治人物，日本帝京大学郵政學院畢業，曾任巴拉圭总统、巴拉圭参议院議長、參議員，2019年至2020年期間擔任南方共同市場輪值主席。

## 榮譽
2018年10月8日，阿布鐸被中華民國總統蔡英文授予采玉大勳章，並被國立臺灣科技大學授予名譽管理學博士學位。